# Saint-Jeannet (Alpes-Maritimes)
Saint-Jeannet település Franciaországban, Alpes-Maritimes megyében. Lakosainak száma 4378 fő (2022. január 1.). Saint-Jeannet Bézaudun-les-Alpes, Gattières, La Gaude, Nizza és Vence községekkel határos.

## Fekvése
Vencétől északkeletre fekvő település.

## Galéria

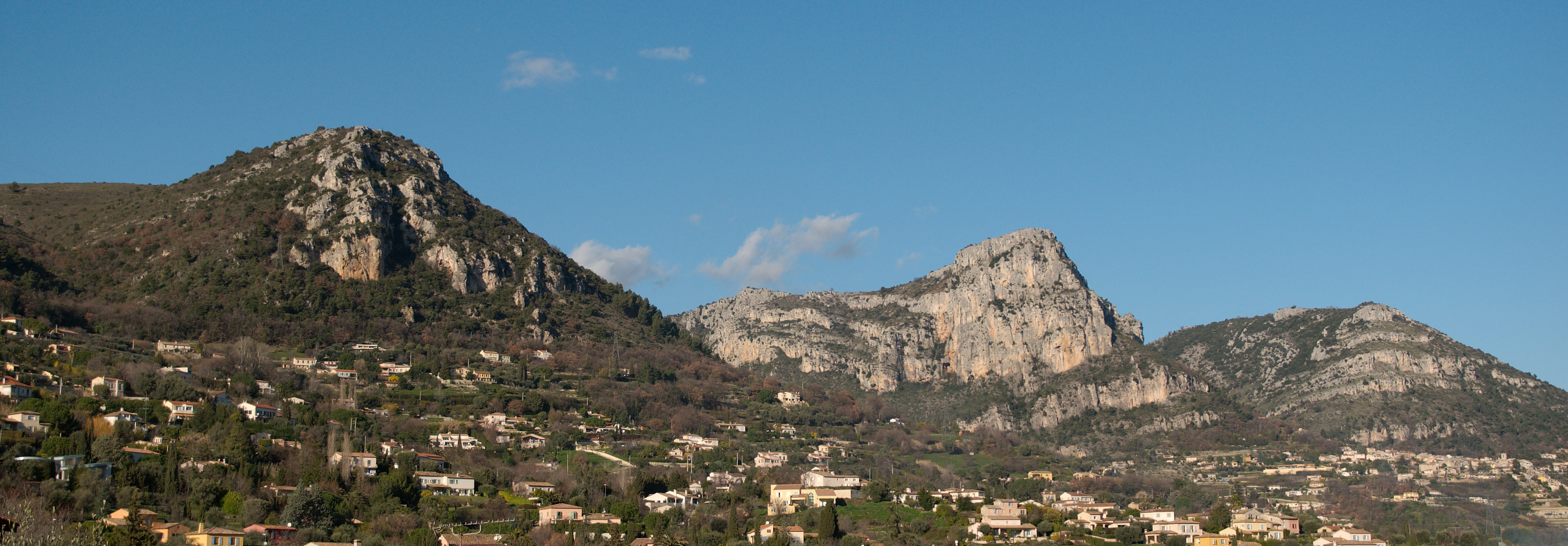
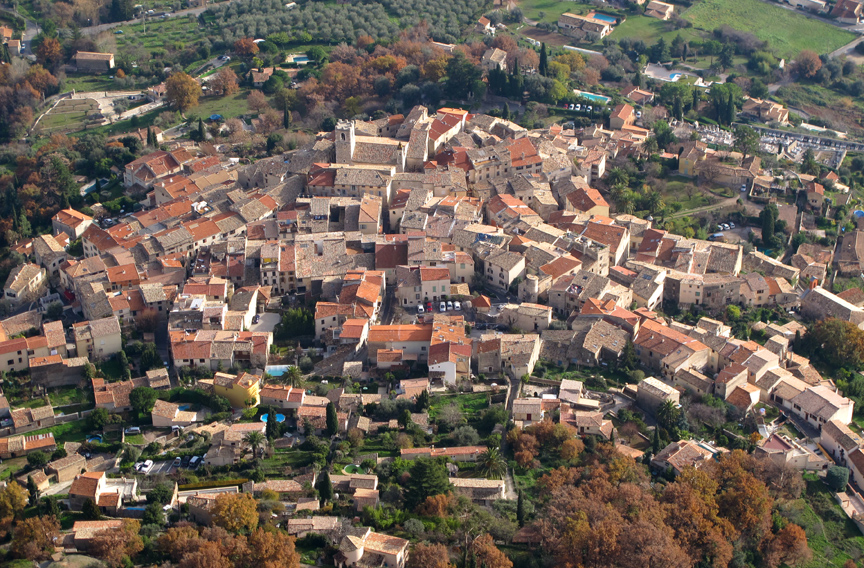
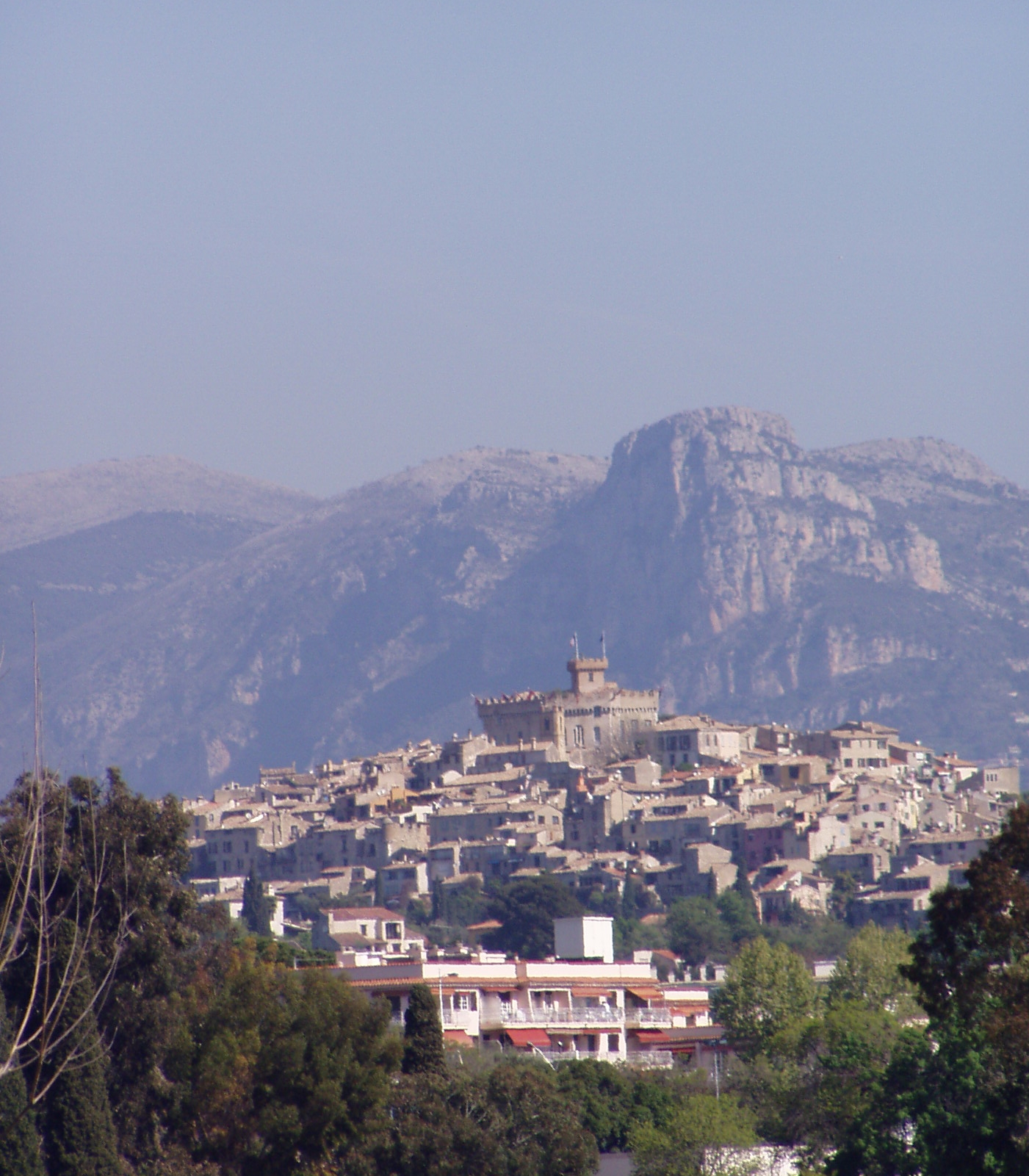
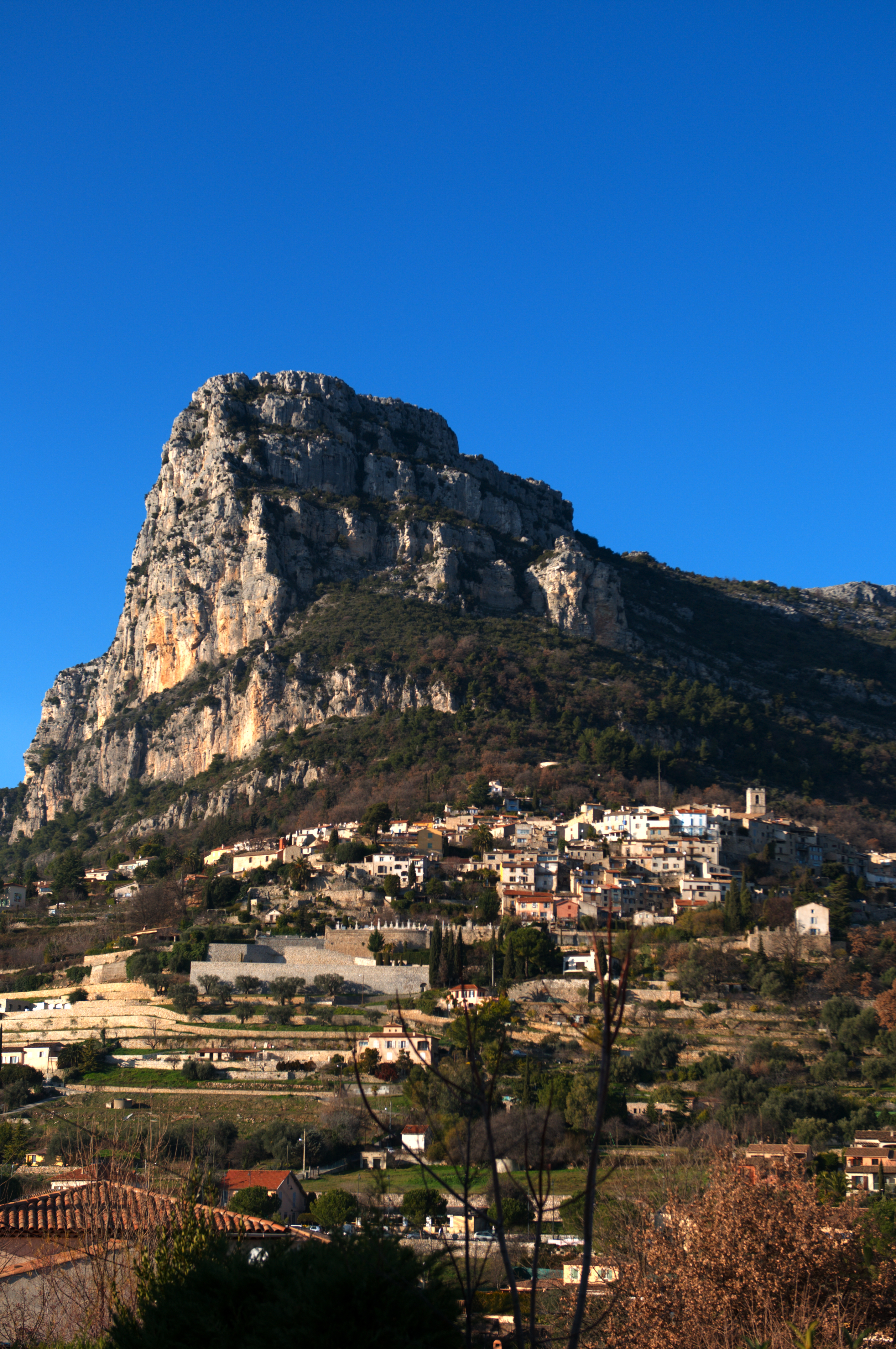
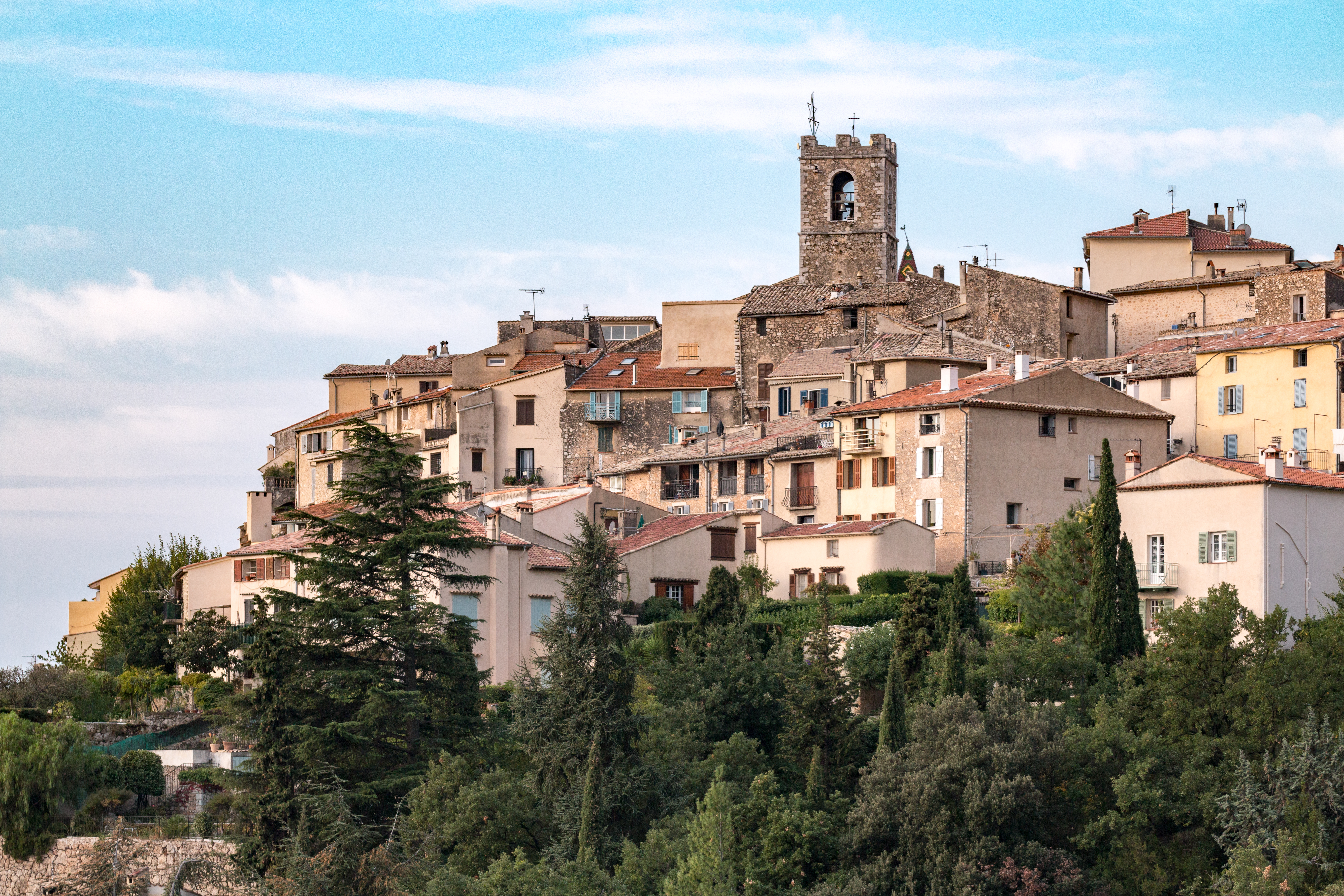
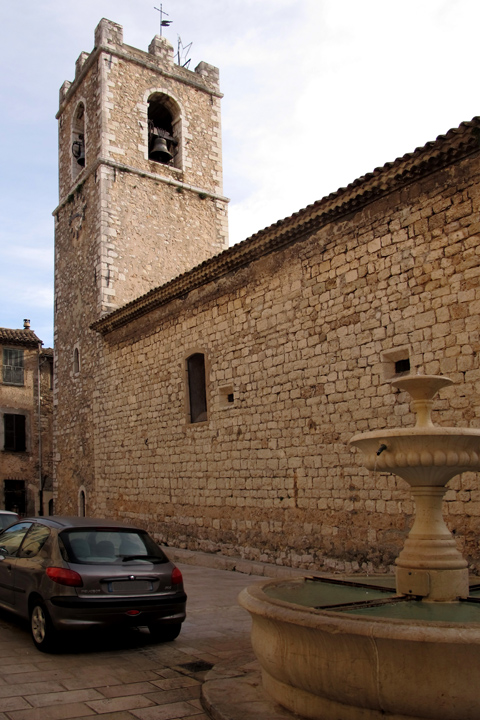
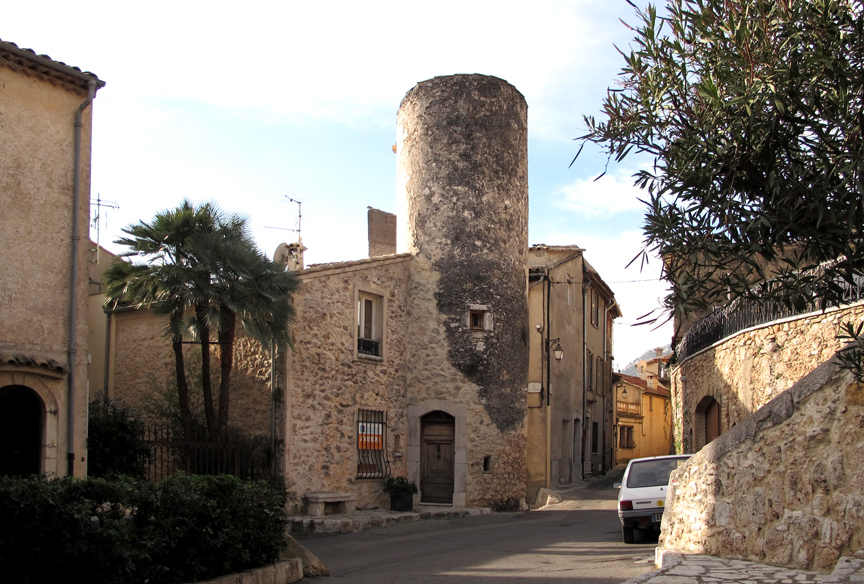
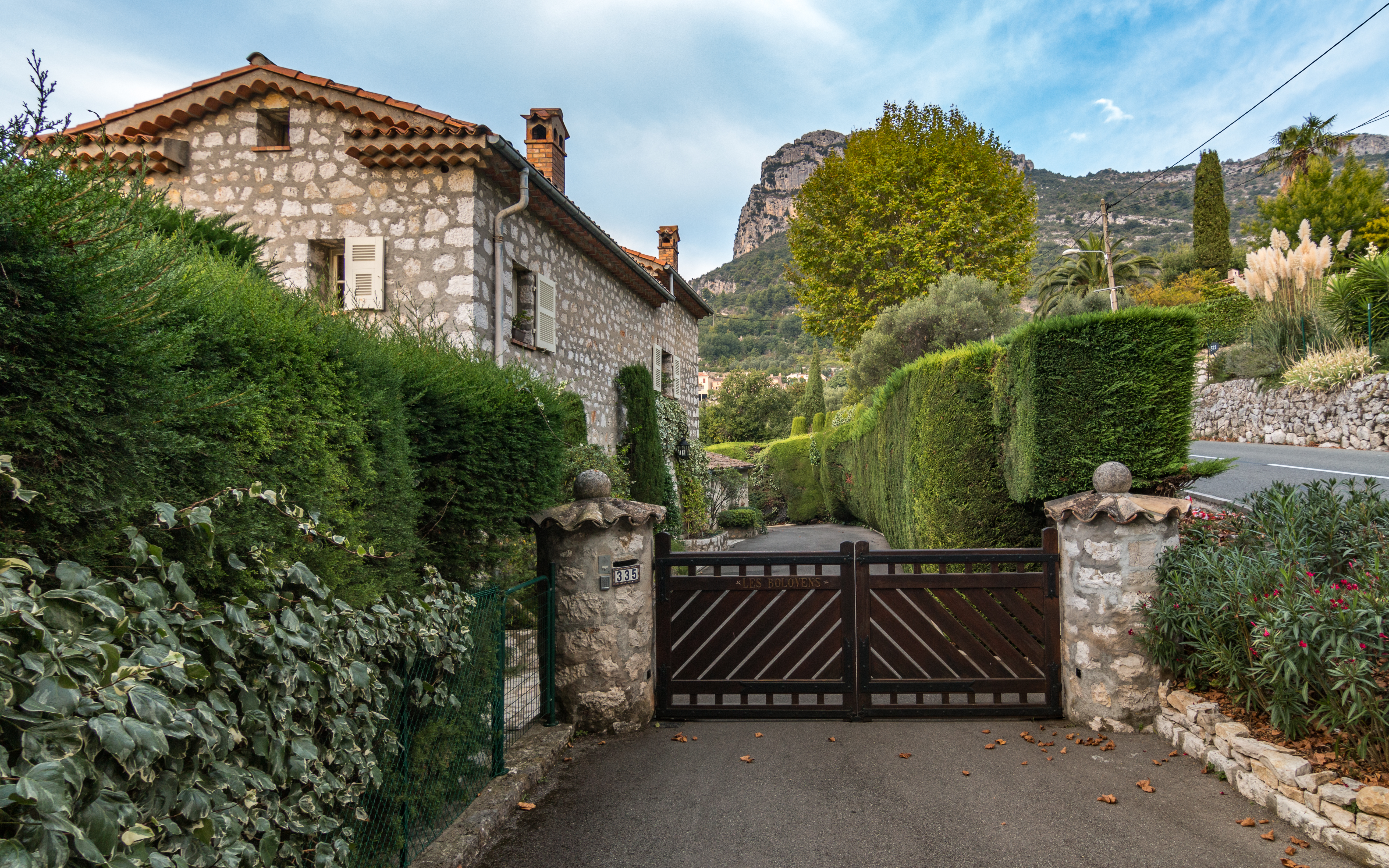

## Nevezetességek
- Temploma

## Népesség
A település népessége az elmúlt években az alábbi módon változott:
| Lakosok száma | 1421 | 2436 | 3188 | 3634 | 3992 | 4071 | 4128 | 4246 | 4317 | 4378 |
|               | 1968 | 1982 | 1990 | 2006 | 2013 | 2015 | 2017 | 2019 | 2020 | 2022 |